# 3-甲基组氨酸
3-甲基组氨酸（缩写3-MH）是一种氨基酸衍生物，化学式为C7H11N3O2，是人尿中发现的翻译后修饰标志物，与骨骼肌蛋白质降解有关。